# Helluomorphoides texanus
Helluomorphoides texanus är en skalbaggsart som beskrevs av Leconte. Helluomorphoides texanus ingår i släktet Helluomorphoides och familjen jordlöpare. Inga underarter finns listade i Catalogue of Life.